# 162 (число)
162 (сто шестьдесят два) — натуральное число, расположенное между числами 161 и 163.

## В математике
- 162 — является чётным составным трёхзначным числом.
- Сумма цифр числа 162 — 9
- Произведение цифр этого числа — 12
- Квадрат числа 162 — 26244
- Неприкосновенное число
- Недостаточное число
- Одиозное число

## В других областях
- 162 год.
- 162 год до н. э.
- NGC 162 — звезда в созвездии Андромеда.
- 162-й укреплённый район.
- 162-й меридиан восточной долготы.
- 162-я стрелковая дивизия — воинское соединение СССР в Великой Отечественной войне.
- 162-я стрелковая дивизия (3-го формирования) — воинское соединение СССР в Великой Отечественной войне.
- 162-я дивизия.
- 162-я пехотная дивизия (Германия).
- 162-я (тюркская) пехотная дивизия (Германия).